# لوسيا كونانان
لوسيا كونانان هي طاهية فلبينية، ولدت في 1927 في La Paz, Tarlac ‏ في الفلبين، وتوفيت في 16 أبريل 2008 في انجلس في الفلبين.